# Брати Бану Муса
Бану Муса (араб. بنو موسى‎) — сини Муси ібн Шакіра: Мухаммад, Ахмад і ал-Хасан — видатні вчені Арабського халіфату, які займалися геометрією, астрономією та механікою. Вони збирали рукописи грецьких авторів і збудували при «Будинку мудрості» в Багдаді обсерваторію, в якій проводили спостереження у 850—870 роках. Аль-Біруні відзначає перевагу їх астрономічних таблиць перед іншими, оскільки «вони не шкодували зусиль для досягнення істини і стояли в свою епоху самотньо за майстерністю та гостротою спостережень». Їх учнем був Сабіт ібн Курра.
Братам належать обробка «Конічних перерізів» Аполлонія Перзького, «Книга виміру плоских і кульових фігур», «Книга про витягнуте коло» (тут описано побудову еліпса «спосіб садівника»), «Книга механіки», «Книга про рух першої сфери», «Книга про початок світу», «Книга градусів про природу знаків зодіаку», «Книга про побудову астролябії» та інші.